# МС-1 (танк)
Лекият танк МС-1 (на руски: Малый сопровождения-1) е първият серийно произвеждан лек танк съветско производство. Съгласно системата за класификация в СССР през 1920-те години танковете се делят на малки, средни и маневрени. По-късно на машината е дадено обозначение лек танк Т-18.

## История
През май 1926 г. в Червената армия е приета тригодишна програма за развитие на съветското танкостроене. В основата на новата програма лягат тактическите разчети за пробив на отбраната на предполагаемия противник на участък с широчина 10 км, отбраняван от 2 дивизии. През септември същата година е проведено правителствено съвещание, на което за прототип на масов среден съветски танк е избран френският танк „Рено FT17“. Танкът е изучен внимателно от съветските специалисти.
През март 1927 г. в завод „Болшевик“ е произведен първият прототип на танка и веднага е изпратен на заводски изпитания. Машината получава индекс Т-16 и се отличава от френския „Рено“ с по-малките си габарити и тегло при по-мощен двигател. В хода на изпитанията са установени редица недостатъци и поради това е направена препоръка за усъвършенстване на част от възлите и агрегатите на танка.
В средата на май същата година след значителна модернизация е произведен нов танк. Именно поради това на машината е присвоен нов индекс – МС-1 обр. 1927 г. (Т-18). Новата машина е изпратена за полеви изпитания в околностите на Москва. Поради това че оръдието, проектирано за танка, не е готово машината е „въоръжена“ с макет. Изпитанията са проведени в средата на юни 1927 г. и след успешното им приключване е препоръчан от комисията за приемане на въоръжение в Червената армия.
Първите серийни танкове са произведени в периода 1928 – 1929 г. и МС-1 (Т-18) взема участие в парада по случай 7 ноември 1929 г. Първоначално се произвежда в завод „Болшевик“, а от април 1929 г. производството е усвоено и от Мотовилихинския машиностроителен завод. През 1928 г. са произведени 30 машини, през 1929 г. – 96, а през 1930 г. – 300 машини.
В средата на 1929 г. е взето решение за модернизация на машината. Новата машина получава индекс Т-18 обр. 1930 г. и е с увеличена мощност на двигателя (40 к.с.), монтирана е 4-скоростна предавателна кутия и е подобрена трансмисията. Предвидено е въоръжението да бъде ново 37-мм оръдие, но въпреки че заради него е променен куполът (предвидена е възможност за монтаж на радиостанция) новото оръдие не е монтирано на танка.
През 1933 г. е направен още един опит за модернизация на Т-18. За целта на танка е монтирано окачване от Т-26. При изпитанията новата машина, с индекс Т-18 обр. 1933 г., не оправдава очакванията и работата по него е спряна.
Т-18 е произвеждан (Т-18 обр. 1930 г.) до края на 1931 г. Производството му е спряно след пускането в серийно производство на новия лек танк Т-26. Общо са произведени 950 леки танка МС-1 (Т-18) от всички модификации.
През 1937 г. съветското държавно ръководство взема решение за модернизация на всички остарели модели танкове и бронеавтомобили, намиращи се на въоръжение във войските. Съгласно това решение е направен опит за последна модернизация на леките танкове МС-1 (Т-18). Обърнато е голямо внимание на силовата установка на танка, като е монтиран нов двигател – ГАЗ-М1, скоростна кутия и радиатор от Т-38, облекчено е теглото на купола и е монтирана наблюдателна вишка на тавана на купола. Модернизираната машина получава индекса Т-18М. При последвалите изпитания танкът показва множество дефекти и е взето решение за спиране на работата по модернизирането му.

## Устройство
Т-18 е изпълнен по класическата компоновачна схема с разположено в кърмата моторно отделение и водещо колело в предната част.
Корпусът на танка е от типа „кована конструкция“, съставен от нитовани помежду си бронелистове с различна дебелина (8 – 16 мм). Разделен е на три отделения: моторно, бойно и отделение за управление.
Отделението за управление е разположено в предната част на корпуса. Достъпът до него се осъществява през люк, монтиран в креплението на купола. В капака на купола е монтиран монокулярен прибор за наблюдение, използван от механик-водача. Вляво от него е оставен процеп за наблюдения. Такива процепи са изрязани и в предните скулови скосявания на корпуса. И трите процепа могат да се закриват отвътре със специални метални капаци. В двата борда на предната част на корпуса са монтирани механизми за натягане на веригата. Резервоарите за гориво са монтирани в надгъсеничните ниши (специални призматични джобове). Гърловините им се затварят с бронирани пробки.
Приборите за управление на танка са разположени на специален щит, вдясно от механик-водача. На него са монтирани централен ключ на електрическата система, манометър за налягането и термометър за температурата на маслото в смазочната система, стартерен бутон и осветителна лампичка. Вдясно от щита, на пода е разположена акумулаторната батерия.
Моторното отделение се намира в кърмата на корпуса. Отделено е от бойното отделение с фигурен метален лист, който може да се сваля за техническо обслужване на двигателя. На него са монтирани крановете за превключване на горивните резервоари и специален кран за превключване горивоподаващата система в положение на самотек или под налягане. Достъпът до двигателя се осъществява през две специално вградени врати. На горния бронелист на моторното отделение е снабден с брониран капак с изрязани в него процепи. Предназначението му е да осигурява достъп на въздух за охлаждане на двигателя, като същевременно го защитава от противниковия огън. На първоначално произвежданите машини на дъното на корпуса, под картера на двигателя, е монтиран люк за обслужване, но в по-късните модели е отстранен.
Бойното отделение е разположено в центъра на корпуса. В дъното му е монтиран авариен люк, използван за изхвърляне на картечните и снарядни гилзи. Танкът няма система за вътрешна или външна връзка.
Отзад на кърмата е монтиран удължител (опашка), облекчаваща преодоляването на широки ровове и окопи. В модификацията Т-18 „Носорог“ такъв удължител е монтиран и в предната част на корпуса. Сравнително бързо тя е спряна от производство, защото значително намалява видимостта на механик-водача.
Куполът на танка Т-18 е от типа „кована конструкция“, съставен от нитовани помежду си бронелистове. Първоначално формата му почти наподобява правилен шестоъгълник с наклонени стени. Монтиран е на крепление посредством шарнирна опора. Въртенето се осъществява от мястото на командира. Застопоряването става посредством три прости спирачни механизма, разположени равномерно на куполния пръстен (два отпред и един отзад). На горния куполен бронелист е монтирана малка кула за наблюдение покрита с подвижен капак, използван и за люк. В нея са монтирани вентилационни отверстия.
В хода на модернизацията на Т-18 формата на купола е изменена. В задната част е монтирана кърмова ниша за радиостанция, закрита с капак. Реално в Т-18 не са монтирани радиостанции и нишата е използвана за съхранение на допълнителен боекомплект. Новият купол е с по-малко тегло (140 кг).

### Въоръжение
Въоръжението е разположено в предната част на купола. То се състои от 37-мм оръдие „Hotchkiss“ (боекомплект 104 снаряда), монтирано в специален изрез в лявата част, а сдвоената картечница е монтирана в полукръгла установка – в дясната част. При необходимост картечната установка може да бъде монтирана в специална кърмова амбразура, разположена в лявата задна част на купола.
Противооткатните системи на оръдието се състоят от хидравлически спирачен компресор и накатни пружини, монтирани в единна конструкция. На първите произведени машини са монтирани вносни 37-мм оръдие „Hotchkiss“, някои от които са били с обратни нарези. От началото на 1928 г. танкът е въоръжен със съветския вариант на оръдието „Hotchkiss“ – ПС-1 (констуктор Сячинтов) монтирано в собствена оръдейна маска.
В новото оръдие са внесени съществени изменения по ударния и спусковия механизъм, монтиран е модератор, уравновесител за облекчаване на вертикалното движение на оръдието и др. Оръдието използва унитарни снаряди. Боекомплектът е разположен в брезентови чанти, монтирани на различни места в купола.
Прицелните уреди на танка в първите серийно произведени машини са крайно прости. Използван е само диоптрически прицел. От 1930 г. танковете са въоръжени с нов оптически прицел с 2-кратно увеличение, съветско производство.
Допълнителното въоръжение на Т-18 първоначално се състои от 6,5-мм двустволна картечница „Фьодоров-Иванов“, разположена в полукръгла установка. Поради това че бойното използване на картечната установка е било с малка продължителност, през 1930 г. тя е заменена със 7,62-мм танкова картечница ДТ (конструктор Василий Дегтярьов).

### Силова установка
Силовата установка на Т-18 се състои от 4-цилиндров, бензинов, карбураторен танков двигател с въздушно охлаждане на фирмата „Фиат“ (мощност 35 к.с.). Разположен е напречно в моторното отделение. По-късно започва монтирането на подобен двигател съветско производство. Двигателят е обединен в обща група със скоростната кутия и главния фрикцион – за онова време тази схема е абсолютна новост. Скоростната кутия е тристепенна, обединена в едно с прост диференциал. На танковете от третата серия (обр. 1930) е монтиран по-мощен двигател (40 к.с.) и 4-степенна скоростна кутия. Електрооборудването на машината първоначално е на немската компания „Бош“, а по-късно на „Сцинтила“.

### Ходова част
Ходовата част на машината се състои от шест тялежки с амортизатори, двойка допълнителни опорни колела и двойка главни колела. Водещото колело е изпълнено на алуминиева основа и вбит на нея зъбен венец. Основата е монтирана към вала посредством два сачмени лагера. Направляващото колело (ленивец) се състои от алуминиев диск с промеждутъчен пръстен и две гумени ленти. Закрепен е на ос чрез два сачмени лагера. Оста на направляващото колело е монтирана върху механизъм за натягане на веригите. Горният път на веригата се състои от четири ролки с гумени ленти. Първите три ролки се поддържат от пластинчат ресьор, а четвъртото е неподвижно.
Веригите на танка се състоят от 51 ляти трака, скрепени помежду си чрез тръбна връзка и втулки. От 1930 г. танковете са снабдени с нов тип вериги – „орлови нокти“ с по-голяма ефективност при движение.
За управлението на машината се използват лентови спирачки. Спирачните барабани са разположени на вала на диференциала, пред бордовата предавка.

## Бойно използване
От моделът Т-18 (МС-1) са произведени общо 959 машини, които постъпват на въоръжение в новосъздадените танкови батальони, полкове, бригади, механизирани полкове и бригади.
За първи път Т-18 (МС-1) взема участие в бойни действия в хода на локалния конфликт по Китайско-източната железопътна линия през есента на 1929 г. В конфликта участва отделна танкова рота, въоръжена с 10 машини Т-18. Въпреки допуснатите тактически и логистични грешки и слабата подготовка на екипажите, като цяло участието на танковата рота е оценено като удовлетворително.
В началото на 1938 г. от произведените 959 машини в периода 1934 – 1937 г. 160 са вкопани като ДОТ в укрепените линии на Ленинградския военен окръг. Състоянието на машините във войските е било крайно лошо, голяма част от тях са с различни неизправности или разоръжени. През март същата година е взето решение още 700 машини да бъдат предадени на пограничните военни окръзи за вкопаване като ДОТ-ове, като шасито и силовата установка са сдавани за скрап.
Една малка част от танковете Т-18 участват във Втората световна война. В началото ѝ те са на въоръжение в 87-а стрелкова дивизия, 9-и механизиран корпус, а в периода 1941 – 1942 г. в 150-а танкова бригада са на въоръжение последните 9 танка Т-18.

## Модификации
- МС-1 (Т-16) – Първи прототип на танка, произведен през март 1927. Не издържа заводските изпитания.
- МС-1 обр. 1927 г. (Т-18) – Основен модел на танка.
- МС-2 – Модификация на основния модел, въоръжен с 2 7,62-мм картечници ДТ.
- МС-3 (Т-18 обр. 1930 г.) – Модификация на основния модел, въоръжен с две 7,62-мм картечници ДТ, форсиран двигател (40 к.с.), усъвършенствана ходова част и променен купол (възможност за монтаж на радиостанция).
- Т-18 обр. 1933 г. – Прототип на Т-18 с окачване от Т-26. Не издържа полевите изпитания.
- Т-18М обр. 1937 г. – Прототип на Т-18 с нови двигател – ГАЗ-М1, скоростна кутия и радиатор от Т-38. Не издържа полевите изпитания.
- Т-18 „Носорог“ – Модификация на базовия модел от 1929 г. с монтиран в предната част удължител за увеличаване възможността на машината при преодоляване на ров.
- Т-18 (ХТ-18) – Химически прототип на Т-18. Въоръжен с резервоар с БОВ (60,5 л). Възможност да зарази или да задими участък от местността с дължина до 1,7 км. Произведена е 1 машина. Опитите са прекратени през 1934 г.
- ОТ-18 (ОТ-1) – Огнеметен прототип на Т-18. Произведена е 1 машина.
- ТТ-18 – Телеуправляем прототип на Т-18. Монтирана е система за дистанционно управление „Мост1“. В периода 1931 – 1933 г. са произведени 6 или 7 машини. Танкът не издържа полевите изпитания и не е одобрен за производство.
- Т-20 – Подобрен прототип на Т-18 с по-мощен двигател и подобрено въоръжение. Произведена е 1 машина.
- 76,2 мм САУ – Прототип на САУ за поддръжка на пехотата на базата на Т-18. Проектът е одобрен, но не е произведен нито един прототип.
- 45 мм САУ – Прототип на САУ за борба с танковете на противника на базата на Т-18. Проектът е одобрен, но не е произведен нито един прототип.
- Снабдителен танк – Прототип на Т-18, предназначен за подвоз на боеприпаси за САУ. Върху корпуса се разполагат 2 бронирани контейнера за 10 сандъка (50 бр. 76,2-мм артилерийски снаряда) или 16 сандъка (192 бр. 45-мм артилерийски изстрела за ПТП). Проектът е одобрен, но не е произведен нито един прототип.
- 122-мм гаубица – Прототип на 122-мм гаубица на базата на Т-18. Проектът е одобрен, но не е произведен нито един прототип.
- 152-мм гаубица – Прототип на 152-мм гаубица на базата на Т-18. Проектът е одобрен, но не е произведен нито един прототип.
- Щурмови сапьорен танк – Прототип на танк мостопоставач на базата на Т-18, въоръжен с 4-метров дървен мост, свредел и механически трион. Разработката е доведена до създаването на ескизен проект.

| Тактико-технически данни | Тактико-технически данни | Тактико-технически данни | Тактико-технически данни | Тактико-технически данни                                   | Тактико-технически данни | Тактико-технически данни                                   | Тактико-технически данни | Тактико-технически данни          |
| Танк                     | Тегло (т)                | Екипаж                   | Габарити (м)             | Въоръжение                                                 | Скорост (км/ч)           | Препятствие                                                | Запас на ход (км)        | Двигател                          |
| Т-18 (Обр. 1927 г.)      | 5,3                      | 2                        | 4,4x1,76x2,1             | оръдие: 37-мм „Хочкис“ (37-мм ПС-1) картечница: 6,5-мм     | шосе: 14,7 грунт: ?      | наклон: 45° крен: 30° окоп: 1,7 м стена: 0,5 м ров: 0,8 м  | 120                      | „Микулин“; 35 к.с. 4-цил., бензин |
| T-18 (Обр. 1930 г.)      | 5,68                     | 2                        | 4,35x1,76x2,12           | оръдие: 37-мм „Хочкис“ (37-мм ПС-1) картечница: 7,62-мм ДТ | шосе: 17,5 грунт: ?      | наклон: 45° крен: 30° окоп: 1,7 м стена: 0,55 м ров: 0,8 м | 120                      | „Микулин“; 40 к.с. 4-цил., бензин |
| T-18М                    | 5,8                      | 2                        | 3,52x1,75x 2,08          | оръдие: 37-мм „Хочкис“ (37-мм ПС-1) картечница: 7,62-мм ДТ | шосе: 24,3 грунт: ?      | наклон: 40° крен: 30° окоп: 1,7 м стена: 0,55 м ров: 1 м   | 120                      | ГАЗ М-1; 50 к.с. 4-цил., бензин   |
| ------------------------ | ------------------------ | ------------------------ | ------------------------ | ---------------------------------------------------------- | ------------------------ | ---------------------------------------------------------- | ------------------------ | --------------------------------- |